# 龐瑄
龐瑄（1423年—？），字廷玉，山西太原府祁縣人，明朝政治人物。進士出身。

## 生平
山西鄉試第一百名。天順八年（1464年）甲申科會試第二百三十五名，殿試登進士第三甲第八十名。

## 家族
曾祖龐新甫。祖父龐謙，曾任學正。父亲龐從雲，曾任教授。